# Hanako Muraoka
Hana Annaka, conocida como Hanako Muraoka (Kofu, 21 de junio de 1893-25 de octubre de 1968) fue una traductora y escritora de literatura infantil japonesa. Tradujo muchas obras de Lucy Maud Montgomery, Eleanor H. Porter y Louisa May Alcott. También fue la primera presidenta de la Asociación cristiana de escritores (conocida en la actualidad como el Japan Christian Pen Club) desde octubre de 1952 hasta junio de 1958.

## Biografía

### Primeros años

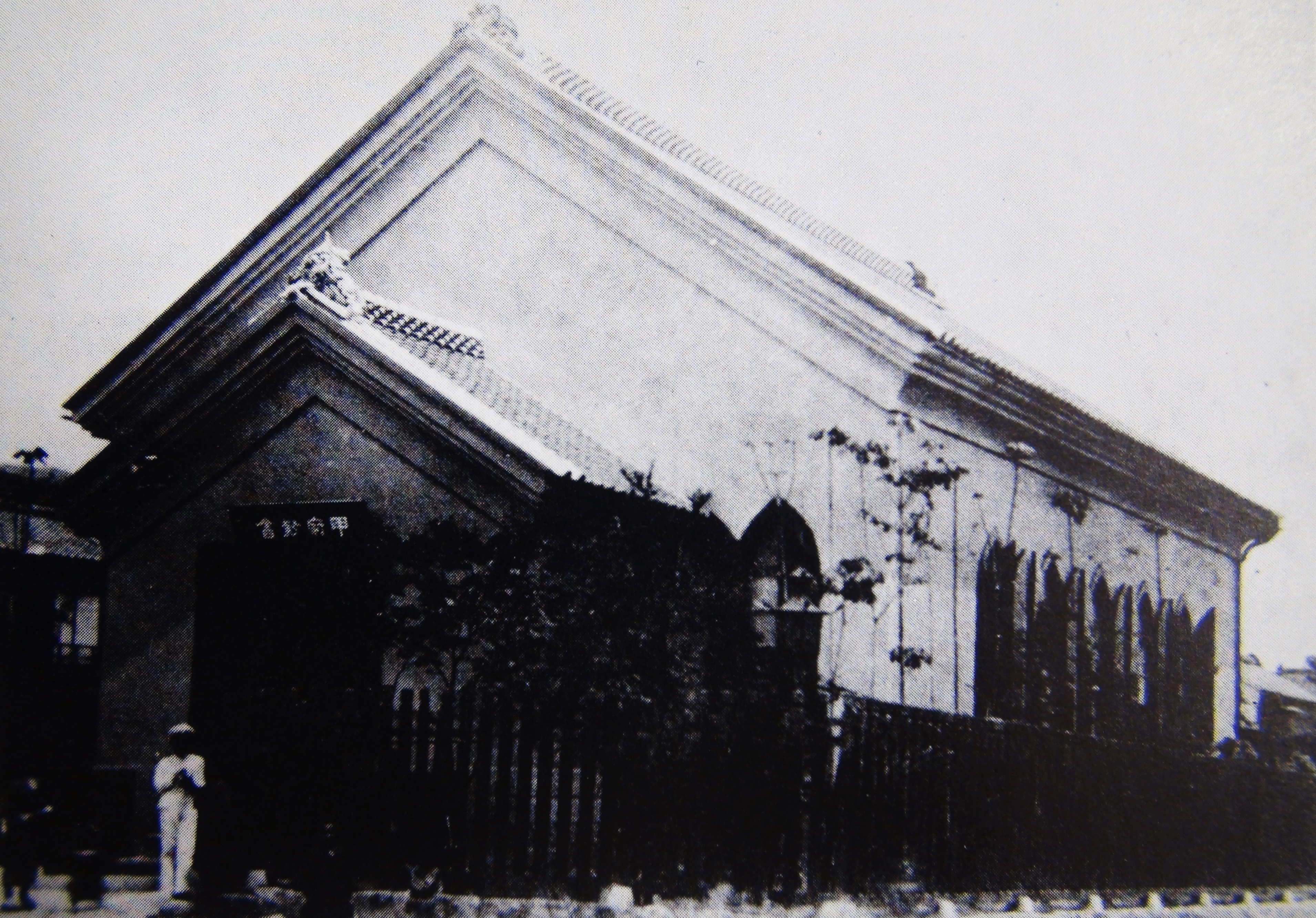
La primera iglesia de Kofu. Fotografiada alrededor del año 1892. Por aquel entonces se encontraba en Sakurachō, en la ciudad de Kofu. En la actualidad está en Chūō 2-chōme.

Nació en la ciudad de Kofu (prefectura de Yamanashi), fruto del matrimonio compuesto por Ippei Annaka (padre) y Fusai Tetsu (madre). Su nombre verdadero era Hana Muraoka (su apellido de soltera era Annaka).
Por deseo de su padre, que se había convertido al cristianismo, Hana fue bautizada a los dos años en la Iglesia metodista canadiense de Kofu por el pastor Kōtai Kobayashi. Ippei nació en Sumpu (antiguo nombre para la ciudad de Shizuoka) en la casa de un modesto vendedor de té ambulante. Cuando él también lo vendía, frecuentaba la iglesia metodista canadiense y se convirtió en un ferviente cristiano. Como parte de la misión de evangelizar, se trasladó a la ciudad de Kofu. Allí conoció a Tetsu con quien se casó y vivió en la casa de sus padres. Debido a la influencia que supuso esa nueva cultura en su vida, Ippei puso todas sus esperanzas, de manera excesiva, en su inteligente hija mayor, Hana. 
En contra del sentido común, Ippei dejó de lado su negocio y decidió perseguir sus sueños. Esto lo llevó a incesantes discusiones con su esposa y con sus familiares. Por eso, cuando Hana tenía 5 años, se fue con ella a la capital y cortó toda relación con su familia. Al sur de Shinagawa, abrió una tienda de té y llevó a Hana a la escuela de primaria de Jōnan. Allí pasó su infancia y disfrutó de la poesía escribiendo y leyendo tanka y haiku.
Por aquel entonces, Ippei se unió al socialismo y buscaba la igualdad de oportunidades —especialmente en educación—. Así pues, hizo todo lo posible para que su hija desarrollase todo su talento. Por eso, en 1903 y gracias las conexiones religiosas que tenía con el fundador de la escuela femenina Tōyō Eiwa, consiguió que fuese transferida allí con una beca con diez años. Por otro lado, su familia vivía en la pobreza y, de los ocho hermanos que eran, solo Hana recibió educación. Además, a excepción de dos de sus hermanas, el resto tuvieron que ser dados en adopción o puestos a trabajar como sirvientes. Es decir, que el ingreso de Hana en la escuela fue posible gracias al sacrificio de sus hermanos.

### Ingreso en la escuela femenina y años posteriores
En la escuela femenina Tōyō Eiwa, aprendió inglés de la misionera canadiense Isabella S. Blackmore; y de la directora de la residencia de estudiantes, Reiko Kamo, disciplina. También conoció a una compañera de clase. Su nombre era Byakuren Yanagiwara y se la consideraba una de las tres bellezas de la era Taishō. Varios años más tarde, se vería envuelta en un escándalo sentimental que llevaría su nombre: el escándalo Byakuren.
Esta compañera le presentó al escritor Nobutsuna Sasaki e ingresó en el club literario llamado Chikuhakukai. Allí estudió, entre otros clásicos de la literatura japonesa, Manyōshū (Colección de las diez mil hojas). A partir de ahí, cambió su nombre al de Hanako Annaka.
Prosiguiendo con sus estudios, conoció a la traductora de literatura irlandesa, Mineko Matsumura. Esta traductora fue, además, poetisa (con el seudónimo de Hiroko Katayama) y novia en los últimos años de vida del escritor Ryūnosuke Akutagawa.
Por sugerencia de Mineko, Hanako se hizo escritora de relatos para niños. Además, emocionada por la traducción de la novela Improvisatoren (Sokkyōshijin) de Hans Christian Andersen realizada por Ōgai Mori, decidió hacer realidad su sueño de convertirse en traductora.
En 1910, por medio de la Asociación Cristiana de Mujeres, Hanako defendió los derechos de la mujer y escribió en la revista Fujin shimpō. También se hizo editora.
En 1914, cuando se graduó de los estudios superiores en Tōyō Eiwa, la directora Blackmore hizo posible que se quede en la residencia de estudiantes. Allí, al mismo tiempo que enseñó japonés a las misioneras, continuó con su trabajo en la revista y con su estudio de la literatura inglesa.
Al año siguiente, y para ayudar a su familia, se trasladó a la escuela cristiana femenina de Yamanashi (Yamanashi Eiwa Jogakkō) para trabajar como profesora de inglés. Ese mismo año, junto con una amiga, publicó una antología de poesía llamada Sakuragai. Durante ese tiempo, a través de Asako Hirōka, quien organizó las conferencias cristianas de verano, conoció a Fusae Ichikawa.
Alrededor de 1916, escribió relatos para niños y novelas para chicas en la revista Shōjo gahō. En 1917, desde la Asociación cristiana de Japón, publicó su primer libro: Robata.
A partir de ese momento, decidió dejar su trabajo como profesora y se traslada a Ginza, en Tokio, donde hay una editorial de la Asociación cristiana de Japón (más tarde conocida como Kyobunkwan). Allí trabajó como editora de revistas infantiles y de chicas. También conoció a Keizō Muraoka, presidente de una editorial religiosa. A pesar de que está casado, Hanako mantuvo una relación amorosa con él y acabaron casándose en 1919. A partir de ahí, su apellido pasó a ser Muraoka.
En 1920, tuvo un hijo que muere a causa de una enfermedad en 1926. A raíz de eso, emprendió su camino como traductora de inglés de literatura infantil.
En 1927, a sugerencia de Hiroko Katayama, tradujo la novela de Mark Twain, El príncipe y el mendigo, con el título de Ōji to Kojiki. La editorial Heibonsha fue  quien la publicará.
En 1928, para la literatura femenina, contribuyó en la publicación de poca tirada llamada Hi no tori.
En 1930, tradujo la novela de Eleanor S. Porter, Pollyanna Grows Up (Pollyanna crece), con el título de Pareana no seichō (posteriormente será Pareanna no seishun).
Desde 1932 hasta noviembre de 1941 trabajó en la emisora de radio de la NHK (JOAK) en programas como Kodomo no jikan (La hora de los niños) y Kodomo no shimbun (El periódico de los niños). Durante ese tiempo, se ganó el apelativo de «la abuelita de la radio» y algunos artistas y cómicos imitaron su forma de contar las historias. Durante esos años, puso a la venta una serie de discos en los que recita sus traducciones. 
Durante la Segunda Guerra Mundial, se unió a la Asamblea de escritores de Asia Oriental (Daitōa bungakusha taikai) que respaldaba la Sociedad de Apoyo al Régimen Imperial (Taisei Yokusankai). Su postura fue la de colaboración para el desarrollo de la guerra. También, y por recomendación de Fusae Ichikawa, se unió a la Liga para el sufragio femenino y realizó campañas para que las mujeres puedan votar. 
En 195 se publicó su traducción de la novela de Harriet Beecher Stowe, La cabaña del tío Tom. En mayo, cuando Helen Keller va Japón, Hanako fue su intérprete. 
Al mismo tiempo, se opuso a la abolición de la ley de discriminación de hijos nacidos fuera del matrimonio. Además, llegó a ostentar varios cargos: empleada temporal en el Ministerio de Educación, inspectora miembro del comité de la administración pública, consejera de la Asociación de Escritoras, consejera para la consecución de unas elecciones limpias, presidenta del círculo de estudio de la biblioteca familiar, miembro del comité femenino cristiano, etc.
En 1960, por su contribución a la literatura infantil, recibió la medalla de honor con la cinta azul.
En 1968, falleció a causa de un derrame cerebral. Su tumba se encuentra en el cementerio de Kuboyama en el barrio de Nishi (Yokohama).
Después de la muerte por enfermedad de su único hijo, Michio, Hanako no pudo tener más hijos y, por lo tanto, no tuvo descendencia directa. Más tarde, en 1932, adoptó a Midori (la hija mayor de su hermana pequeña, Umeko). Entonces, las hijas de Midori: Mie y Eri Muraoka se convirtieron en las nietas de Hanako. Ellas dos crearon y presiden el museo conmemorativo llamado Akage no An (Ana de las Tejas Verdes).
Hanako iba regularmente a la iglesia y fue miembro de la Asociación de la Iglesia Cristiana (Nihonkumiai Kirisuto Kyōkai) que, en la actualidad, se llama la Iglesia Cristiana Unida (Nihon Kirisutokyōdan). Para esta iglesia, en 1954, tradujo varios salmos del inglés para que fueran grabados. En concreto, la pieza número 7, Shunomi itsuto misakaeto wo, y la número 277, Wa ga tama wo itsu kushimite.

### L. M. Montgomery y Hanako Muraoka
El primer contacto que Hanako tuvo con la obra de Lucy Maud Montgomery fue a través de la misionera Loretta Leonard Shaw. Ella tuvo que dejar Japón y le regaló a Hanako la novela en inglés de Ana de las Tejas Verdes. Era la edición de invierno de 1908. Más tarde, en 1939 y durante los apagones de la Segunda Guerra Mundial, tradujo la novela y la acabó hacia finales de la guerra.
En 1952, la editorial Mikasa Shobo publicó su traducción titulada Akage no An que tuvo una gran aceptación en todo Japón. Tiempo después, Hanako tradujo muchas más obras de Montgomery: la serie de Ana y la de Emily, Jane de Lantern Hill, Kilmeny, el huerto, La señora Pat, etc. La última obra que tradujo de esta autora antes de su muerte fue Emily, lejos de casa que se publicó en 1969.

## Obras
Existe contenido digital que puede leerse en la Biblioteca Nacional de la Dieta:

## Obras relacionadas
- Los discos de los cuentos grabados por Hanako se recopilaron en un CD y se pusieron a la venta el 16/04/2014 por medio de Universal Music Japan. El título de dicho CD es Hanako kara ohanashi no okurimono rōdoku: Hanako Muraoka.

## Series de televisión relacionadas
- Hanako to An: serie de televisión de la NHK emitida en 2014. Se basó en An no yurikago: un libro escrito por Eri Muraoka que narra la vida de Hanako Muraoka. Miho Nakazono escribió el guion y Yuriko Yoshitaka fue la actriz que interpretó a Hanako.